# マドンナの歌手活動の歴史
マドンナの歌手活動の歴史（マドンナのかしゅかつどうのれきし）は、アメリカ合衆国の歌手であるマドンナの歌手としての活動の歴史である。デビュー前の生い立ちについては生い立ちを参照。

## 1982年 - 1985年: ソロ・デビューからライク・ア・ヴァージン

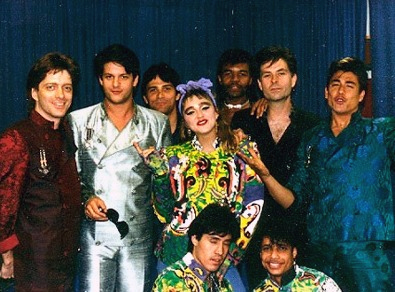
｢The Virgin Tour｣ ツアーメンバーと (1985年)

1982年、DJのマーク・ケイミンの仲介で、ワーナー・ブラザース・レコード傘下のサイアー・レコードと契約し、同年10月シングル「エヴリバディ」で歌手デビュー。「エヴリバディ」はビルボード・ダンス・チャートで3位のヒットとなった。
1983年、デビュー・アルバム『バーニング・アップ』を発売。全米で500万枚、全世界で1000万枚という成功を収めた。アルバムからは計5曲がシングルカットされ、マドンナにとって初の全英チャートトップ10ヒット曲「ホリデイ」や、初の全米チャートトップ10ヒット曲「ボーダーライン」などが発表された。
1984年、2ndスタジオ・アルバム『ライク・ア・ヴァージン』を発売。全世界で2100万枚、全11ヶ国でチャート首位を獲得し、一躍大ブレイクを果たした。アルバムからの第一弾シングル「ライク・ア・ヴァージン」はマドンナにとって初の全米1位曲となり、6週連続1位のメガヒットを記録する。続く第二弾シングル「マテリアル・ガール」も全米2位を記録し、物質至上主義・拝金主義的な女性という意味の楽曲名はマドンナ自身の愛称となった。この頃から全米でマドンナのユニークなファッションを真似た「ウォナビーズ」（Wannabe's）という少女たちが急増し、社会現象となる。
1985年1月、アルバム『ライク・ア・ヴァージン』のプロモーションで初来日を果たす。
2月、カメオ出演した映画『ビジョン・クエスト/青春の賭け』が公開、3月には出演映画『マドンナのスーザンを探して』が相次いで公開された。これらの映画からは、自身二度目の全米1位曲「クレイジー・フォー・ユー」と、自身初の全英1位曲「イントゥ・ザ・グルーヴ」がそれぞれ生まれている。
7月、『ライヴエイド』に出演し、「ホリデイ」、「イントゥ・ザ・グルーヴ」、新曲「ラヴ・メイクス・ザ・ワールド・ゴー・アラウンド」の3曲を歌唱した。
8月16日、27歳の誕生日に俳優のショーン・ペンと結婚する。同年、雑誌『PLAYBOY』に1979年頃に撮影されたモデル時代のヌード写真が掲載された。

## 1986年 - 1989年: トゥルー・ブルーからライク・ア・プレイヤー

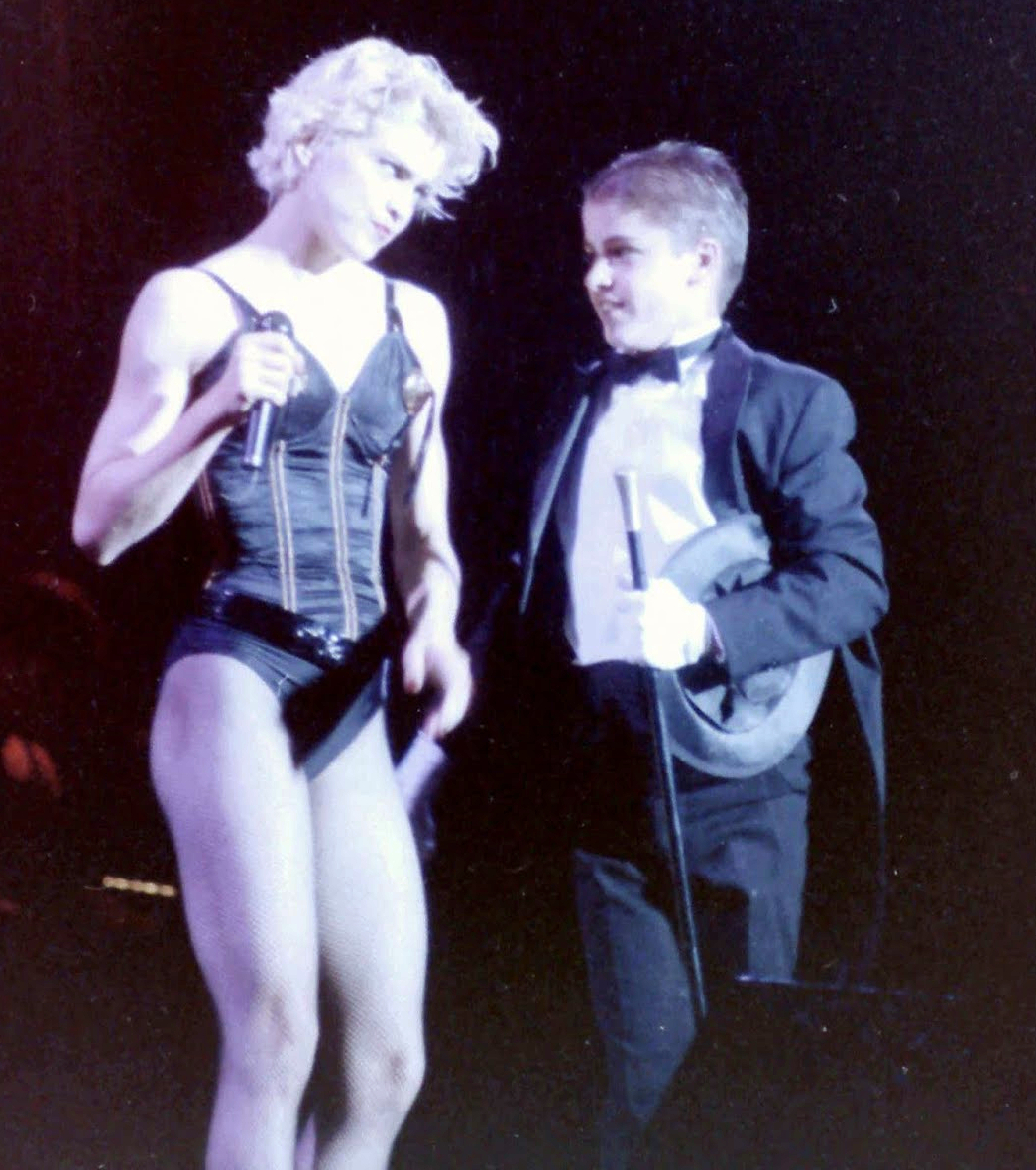
｢Who's That Girl World Tour｣ ロンドン・イングランド公演 (1987年7月)

1986年4月、新作アルバムからの先行シングルで、夫のショーン・ペン主演映画『ロンリー・ブラッド』の主題歌でもあった「リヴ・トゥ・テル」を発表。6月には第二弾シングル「パパ・ドント・プリーチ」を発表し、当時アメリカ社会で問題になっていた10代の妊娠について書かれたこの曲は、社会政治団体を巻き込んだ論争となる。同月30日には「パパ・ドント・プリーチ」のミュージック・ビデオと共に、3rdスタジオ・アルバム『トゥルー・ブルー』を発売。全世界28ヵ国で1位を記録する大ベストセラーとなり、この記録は『ギネス世界記録』にも認定された。9月には第3回MTV ビデオ・ミュージック・アワードで特別功労賞である「MTVビデオ・ヴァンガード賞」を授与される。同じく9月にはショーン・ペンと共演した映画『上海サプライズ』が公開。12月には第四弾シングル「オープン・ユア・ハート」を発表し、全米チャートでは「リヴ・トゥ・テル」、「パパ・ドント・プリーチ」に続く1位を獲得した。
1987年1月、第14回アメリカン・ミュージック・アワードで「Favorite Pop/Rock Female Video Artist」を受賞する。2月、ローリング・ストーン誌の第11回読者投票により、「最優秀女性アーティスト」と「最もセクシーな女性アーティスト」に選ばれる。3月には第13回ピープルズ・チョイス・アワードで「Favorite Female Musical Performer」に選ばれる。
6月、初のワールドツアー「フーズ・ザット・ガール・ツアー」の日本公演のため2度目の来日を果たし、計4公演（大阪・東京）で12万2000人を動員した。7月、自身の主演映画のサウンドトラック『フーズ・ザット・ガール』を発売し、全米1位に輝いたタイトル曲と「コモーション」がそれぞれ大ヒットを記録する。
9月、米経済誌『フォーブス』で「年間最も稼いだ女性エンターテイナー」として掲載された。11月にはリミックス・アルバム『ユー・キャン・ダンス』を発売。
1989年、ペプシコーラ社との間で、コマーシャル出演料として500万ドル（約4億円）の契約を結ぶ。
3月、4thスタジオ・アルバム『ライク・ア・プレイヤー』を発売。タイトル曲「ライク・ア・プレイヤー」のミュージック・ビデオで十字架を燃やすなどの大胆な演出を用い、世界的な宗教上の議論を巻き起こした。
9月14日、ショーン・ペンと離婚する。

## 1990年 - 1994年: ブロンド・アンビション・ツアーからベッドタイム・ストーリーズ

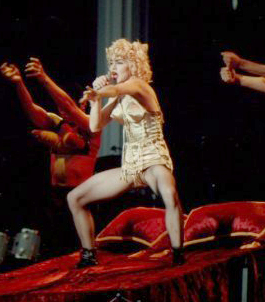
｢Blond Ambition World Tour｣ (1990年)

1990年3月、シングル「ヴォーグ」を発表。ミュージック・ビデオで披露されたヴォーギングが流行して600万枚以上を記録する大ヒットとなる。
4月には通算3度目のツアー「ブロンド・アンビション・ツアー」を敢行、来日公演を皮切りに4ヶ月間、全57公演を行った。
5月、出演映画『ディック・トレイシー』を基に作られたサウンドトラック『アイム・ブレスレス』を発売。
11月には初のベスト・アルバム『ウルトラ・マドンナ〜グレイテスト・ヒッツ』を発売し、全世界でソロ・アーティストのベスト・アルバムとしては史上最高売上となる3000万枚を記録する。アルバムからのシングル「ジャスティファイ・マイ・ラヴ」のミュージック・ビデオは、性的表現が過激と見なされMTV史上初の放送禁止となった。
1991年3月、第63回アカデミー賞で「スーナー・オア・レイター」が「アカデミー歌曲賞」を受賞。
5月、第44回カンヌ国際映画祭において、「ブロンド・アンビション・ツアー」の舞台裏から彼女の私生活までを赤裸々に綴った自身初のドキュメンタリー映画『イン・ベッド・ウィズ・マドンナ』が初上映される。公開当時、ドキュメンタリー映画史上最高の世界興行記録を更新した。

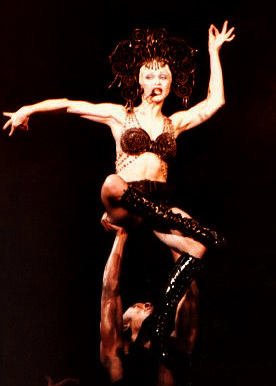
｢The Girlie Show｣ (1993年)

1992年、米タイム・ワーナーと当時としては破格の6000万ドルで契約し、総合エンターテイメント会社「マーヴェリック」（Maverick）を設立、社長に就任する。
7月、野球選手役で出演した映画『プリティ・リーグ』が公開、主題歌「マイ・プレイグラウンド」は自身10曲目となる全米1位を記録した。
10月、5thスタジオ・アルバム『エロティカ』と、スティーブン・マイゼルによって撮影された自身初の写真集『SEX』を同時発売。『SEX』は過激な性的描写が物議を醸したものの、アメリカでは毎週50万部という驚異的なセールスを記録した。
1993年、主演を務めた映画『BODY/ボディ』と『スネーク・アイズ』が公開。9月から通算4度目のツアー「ザ・ガーリーショー・ツアー」を敢行し、12月の来日公演で千秋楽を迎えた。
1994年3月、米CBSのトーク番組『レイト・ショー・ウィズ・デイヴィッド・レターマン』で放送禁止用語を連発し、世間の非難を浴びた。
10月、ベイビーフェイスをプロデューサーに起用した6thスタジオ・アルバム『ベッドタイム・ストーリーズ』を発売。アルバムからのシングル「テイク・ア・バウ」は自己最長記録となる全米7週連続1位を記録する大ヒットとなった。

## 1995年 - 1999年: エビータからレイ・オブ・ライト
1995年、日本で宝酒造の焼酎「純」のCMに出演し、未発表曲がCMソングとして使用された。11月、初のバラード・ベスト・アルバム『ベスト・オブ・マドンナ〜バラード・コレクション』を発売、全世界で1000万枚を売り上げた。
1996年10月14日、パーソナル・トレーナーのカルロス・レオンとの間に授かった第一子となる長女ローデス・マリア・チッコーネ・レオンを出産。
12月、ミュージカル映画『エビータ』が公開。劇中での85回の衣装替えは映画史上最多を記録し、『ギネス世界記録』に認定された。
1997年、主演映画『エビータ』で第54回ゴールデングローブ賞の「主演女優賞 (ミュージカル・コメディ部門)」を受賞。同映画サウンドトラックからのシングル「ユー・マスト・ラヴ・ミー」は、第54回ゴールデングローブ賞「主題歌賞」と、第69回アカデミー賞「アカデミー歌曲賞」を受賞する。
1998年3月、7thスタジオ・アルバム『レイ・オブ・ライト』を発売。「90年代最も優れたポップ音楽の傑作の一つ」と称賛されたこの作品は、全世界で2000万枚を売り上げる大ヒットとなる。アルバムからは「フローズン」、「レイ・オブ・ライト」など計5曲がシングルカットされた。9月には第15回MTV ビデオ・ミュージック・アワードで「最優秀ビデオ賞」を始め、この年最多の合計6部門を受賞する。
1999年2月、第41回グラミー賞でアルバム『レイ・オブ・ライト』が「最優秀ポップ・アルバム賞」など合計4部門を受賞、授賞式では赤い着物姿で「ナッシング・リアリー・マターズ」を披露した。5月、映画『オースティン・パワーズ:デラックス』の主題歌として「ビューティフル・ストレンジャー」を発表、翌年の第42回グラミー賞で「最優秀主題歌賞」を受賞する。

## 2000年 - 2004年: ミュージックからRe-インヴェンション・ツアー

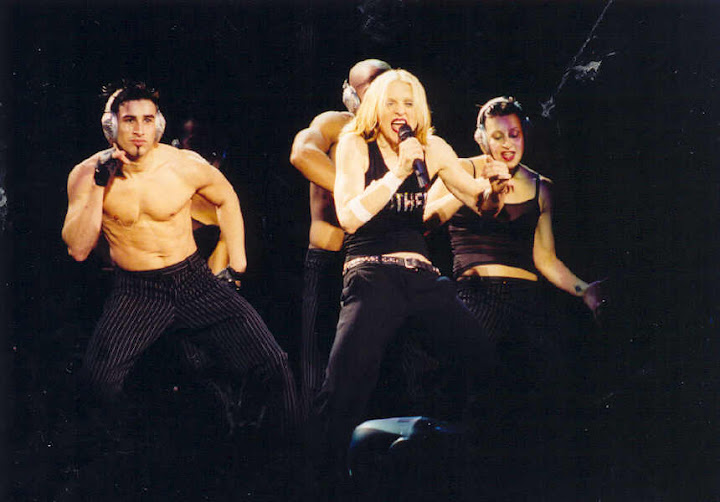
｢Drowned World Tour｣ (2001年)

2000年3月、主演映画『2番目に幸せなこと』の主題歌「アメリカン・パイ」を発表。9月、8thスタジオ・アルバム『ミュージック』を世界同時発売。『ライク・ア・プレイヤー』以来11年ぶりとなる全米1位獲得を含め、世界23ヶ国で1位を記録する。さらに、第一弾シングル「MUSIC」も世界25ヶ国で1位を記録する大ヒットとなった。
8月11日、イギリス人映画監督ガイ・リッチーとの間に授かった、マドンナにとっては第二子となる長男ロッコ・リッチーを出産。12月22日、スコットランドのドーノック大聖堂にてガイ・リッチーと結婚。
2001年2月、第43回グラミー賞でアルバム『ミュージック』が「最優秀レコーディング・パッケージ賞」を受賞。6月、通算5度目のツアー「ドラウンド・ワールド・ツアー」がスペインからスタート。ツアーの収益はソロ・アーティストの中では同年最高額となる7400万ドルを記録した。11月、3枚目のベスト・アルバム『グレイテスト・ヒッツ VOL.2』を発売。
2002年10月、自身もカメオ出演した映画『007 ダイ・アナザー・デイ』の主題歌「ダイ・アナザー・デイ」を発表。同月、主演映画『スウェプト・アウェイ』が全米公開されるが興行的に失敗し、イギリスではビデオスルーとなった。
2003年4月、9thスタジオ・アルバム『アメリカン・ライフ』を発売。タイトル曲「アメリカン・ライフ」のミュージック・ビデオは反戦をイメージした過激な内容で物議を醸し、折しもイラク戦争開戦と時期が重なったため、世界情勢を考慮しアメリカでのテレビ放映が自粛された。
8月、第20回MTV ビデオ・ミュージック・アワードでブリトニー・スピアーズ、クリスティーナ・アギレラと共演、2人とディープキスをするという過激なパフォーマンスが話題を呼んだ。
9月、初の児童書となる『イングリッシュ・ローズィズ』が30ヶ国語に翻訳され、世界100ヶ国以上で発売。ニューヨーク・タイムズのベストセラーリスト（児童書部門）で1位を獲得する大ヒットとなる。

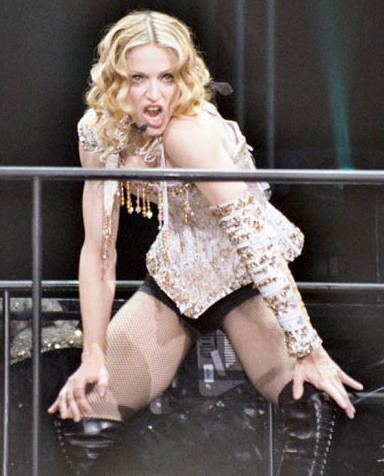
｢Re-Invention World Tour｣ (2004年)

2004年、1992年に自ら設立したレーベル「マーヴェリック・レコード」が、財政難から親会社ワーナー・ブラザース・レコードに売却された。
5月24日、通算6度目のツアー「Re-インヴェンション・ツアー」がロサンゼルス公演を皮切りにスタートした。全56公演中55公演を完売させ、2004年のツアー最高興行収入を記録する。
11月にはイギリスのミュージック・シーンに多大な影響を及ぼしたアーティストとして、イギリス音楽の殿堂入りを果たす。

## 2005年 - 2009年: コンフェッションズ・オン・ア・ダンスフロアからセレブレイション

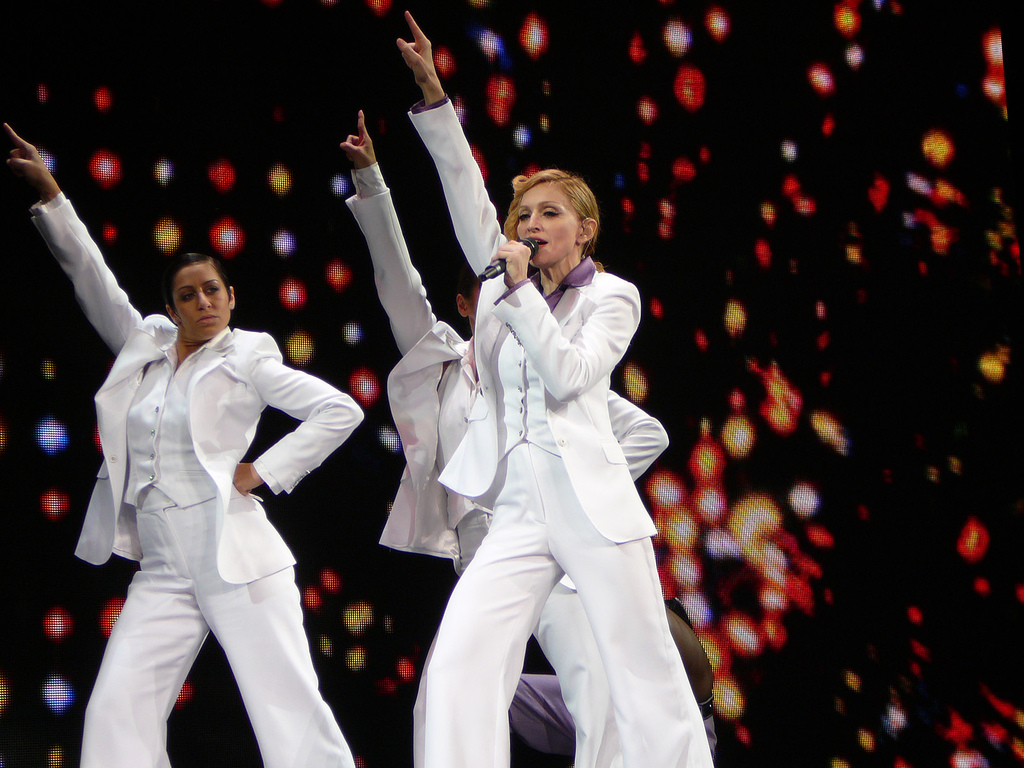
｢Confessions Tour｣ NY公演 (2006年6月)

2005年1月15日、スマトラ島沖地震・津波のチャリティー番組『Tsunami Aid: A Concert of Hope』にロンドンから出演し、ジョン・レノンの「イマジン」を披露した。7月2日には世界9ヵ国で開催された「LIVE 8」のロンドン会場に出演した。8月16日、47歳の誕生日にロンドン郊外の自宅で落馬し、怪我を負った。
10月、ABBAの「ギミー!ギミー!ギミー!」をサンプリングした新曲「ハング・アップ」を新作アルバムからの先行シングルとして発表する。11月、10thスタジオ・アルバム『コンフェッションズ・オン・ア・ダンスフロア』を発売。アルバムは全世界40ヶ国で1位、シングル「ハング・アップ」は全世界41ヶ国で1位を記録し、それぞれギネス世界記録で「ポップ・ミュージック史上、No.1最多獲得国数」と認定される。
12月5日、アルバムのプロモーションのために1993年以来通算5度目となる来日を果たし、記者会見、STUDIO COASTでのクラブイベント、『めざましテレビ』の単独インタビュー、『SMAP×SMAP』の収録を行った。
2006年7月、「Re-インヴェンション・ツアー」の模様や私生活の内容を収めた14年ぶりのドキュメンタリー作品『アイム・ゴーイング・トゥ・テル・ユー・ア・シークレット』が発売。8月23日、来日記念盤『コンフェッションズ・オン・ア・ダンスフロア〜ジャパン・ツアー・エディション』が日本限定で発売された。
9月14日、同年5月21日からスタートした通算7度目となるツアー「コンフェッションズ・ツアー」の日本公演のために来日、計4公演（大阪・東京）で15万6000人を動員した。9月19日には、ルイ・ヴィトン六本木店で開催された写真家スティーヴン・クラインとマドンナの映像芸術展「X-STaTIC PRO=CeSS」のオープニングに登場した。
10月、夫のガイ・リッチーとともにアフリカ大陸南東部のマラウイを訪れ、現地の孤児院で出会った当時1歳の男児デヴィッド・バンダを養子に迎えると発表、全世界でこの養子縁組に関して論争が巻き起こった。マラウイの裁判所から18ヶ月の仮養子縁組を認められ、2008年5月に正式に養子縁組が成立した。
12月、H&Mとコラボレーションして、女性服コレクションのデザインを手掛けることを発表。翌年3月から『M by Madonna』として全世界同時展開された。
2007年度版の『ギネスブック』でマドンナは2004年に5000万ドル（約59億円）を稼いだとして「地球上で最も稼いだ女性シンガー」に認定された。2007年2月、東京・有明の高層マンション『ブリリアマーレ有明』の広告キャラクターに起用された。
2月11日、第49回グラミー賞にてアルバム『コンフェッションズ・オン・ア・ダンスフロア』が「最優秀エレクトロニック/ダンス・アルバム賞」を受賞した。
5月、同年7月7日に出演したチャリティーコンサート『ライブ・アース』の為の書き下ろし曲「ヘイ・ユー」をダウンロードのみで発表。
10月16日、デビュー以来所属していたワーナー・ミュージック・グループとの契約を解消し、コンサートプロモーション会社「ライブ・ネイション」と10年間で1億2000万ドル（約140億円）の包括契約を締結した。

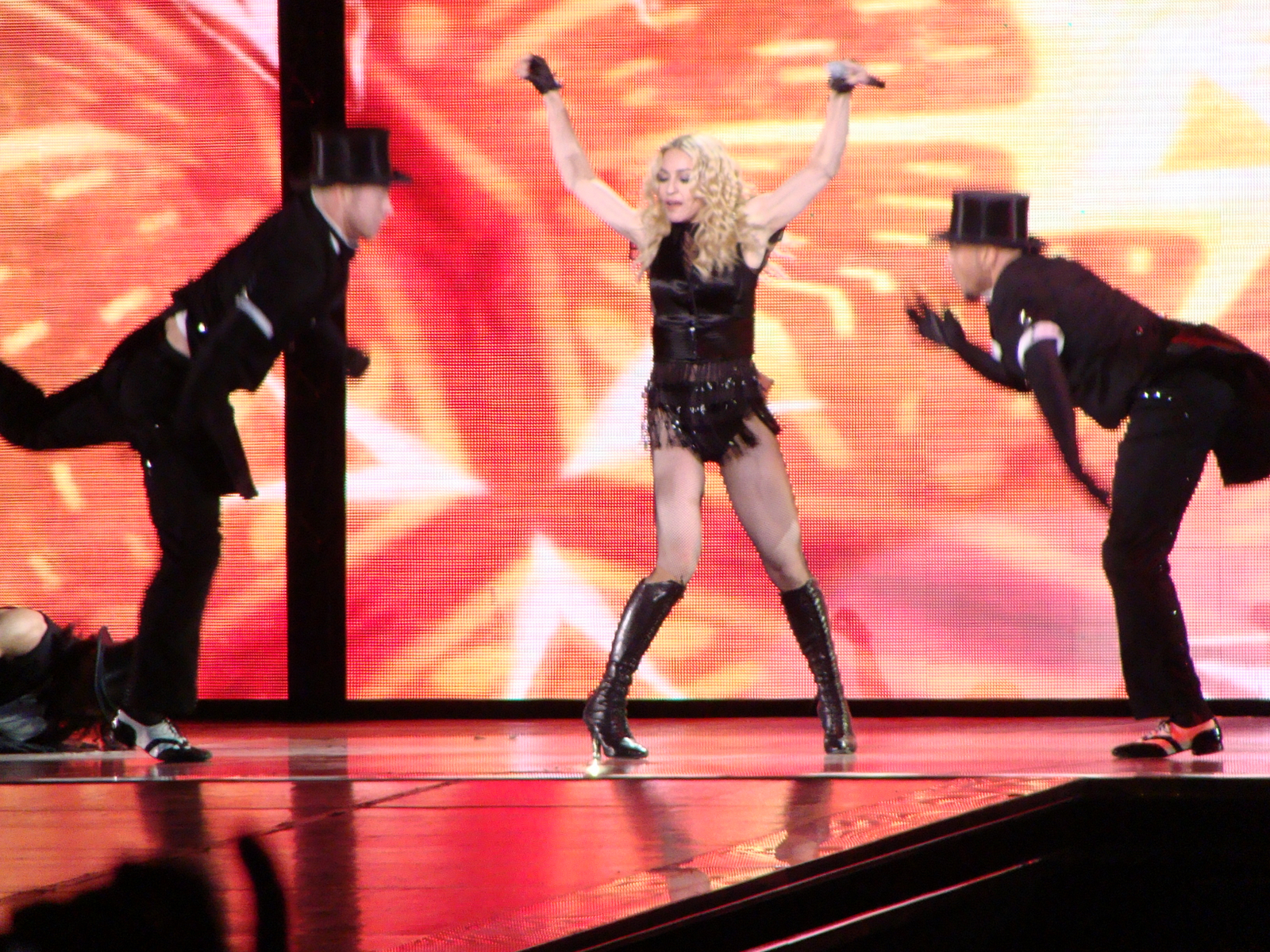
｢Sticky and Sweet Tour｣ (2008年)

2008年、初の映画監督作品『ワンダーラスト』と、エグゼクティブ・プロデューサーと脚本を担当したドキュメンタリー映画『I Am Because We Are』が公開。3月10日、ロックの殿堂入りを果たす。
4月29日、11thスタジオ・アルバム『ハード・キャンディー』を発売、日本を含む世界37ヶ国で初登場1位を獲得した。
第一弾シングル「フォー・ミニッツ」は通算13曲目の全英1位を記録し、全英チャートの首位獲得数が女性アーティスト歴代単独1位となった。
第三弾シングル「マイルズ・アウェイ」は、同年5月スタートの日本のテレビドラマ『CHANGE』において、マドンナの楽曲としては世界初となる連続ドラマの主題歌に起用された。
8月23日から通算8度目のツアー「スティッキー・アンド・スウィート・ツアー」を敢行、ソロ・アーティスト史上最高となる4億800万ドル（約377億円）のツアー収益を記録した。
10月にはガイ・リッチーとの破局を発表、同年12月に正式に離婚が成立した。
2009年3月2日、第23回日本ゴールドディスク大賞で15年ぶりに「アーティスト・オブ・ザ・イヤー」を受賞、史上最多記録となる通算5度目の受賞となった。
6月12日、マラウイの最高裁判決により当時4歳の女児チファンド・マーシー・ジェームズとの養子縁組が成立、4児の母となる。
9月18日、全キャリアを総括したベスト・アルバム『セレブレイション 〜マドンナ・オールタイム・ベスト〜』が発売、同タイトルのビデオ・コレクションも発売された。

## 2010年 - 2014年: レーベル移籍からMDNAツアー

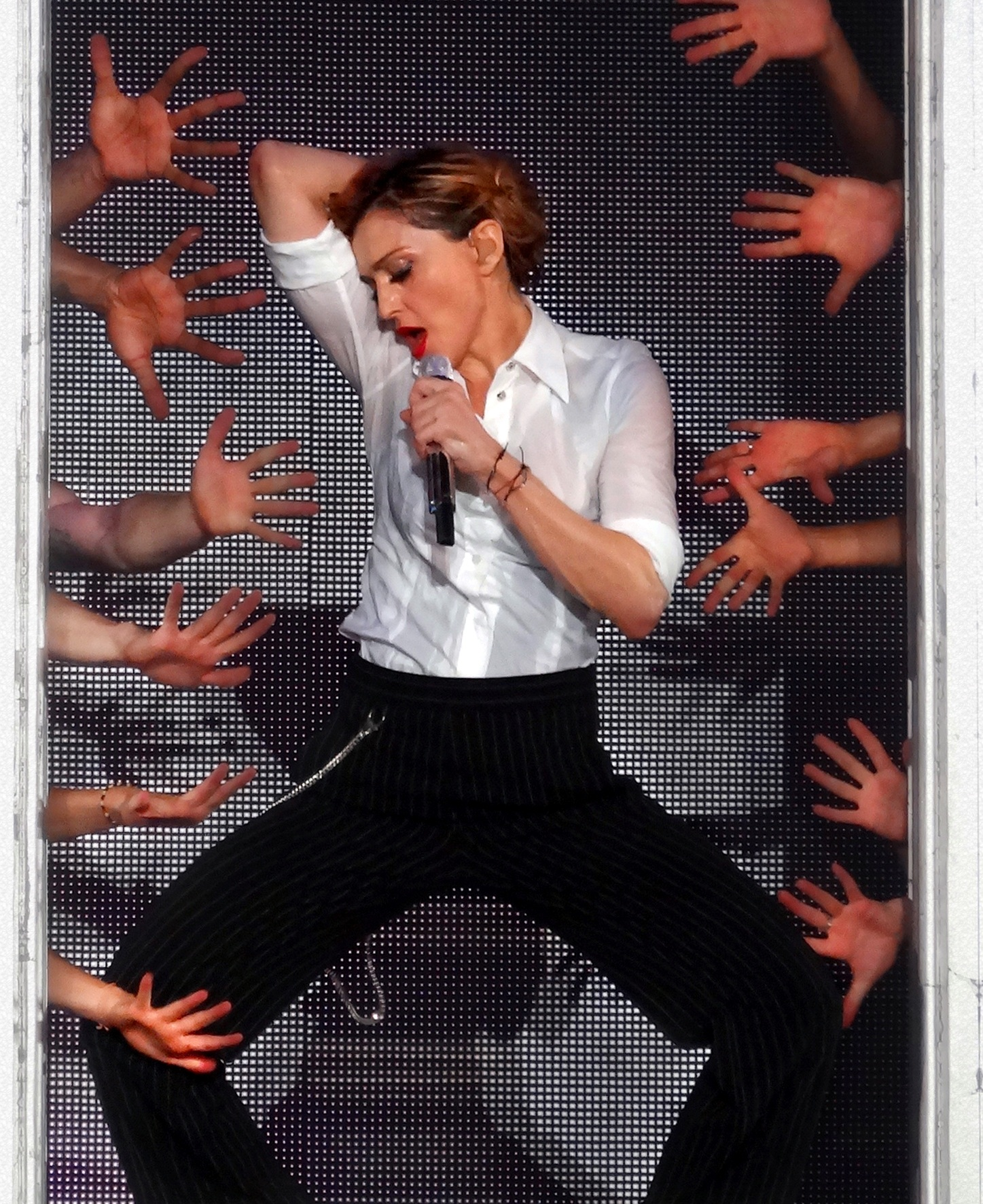
｢The MDNA Tour｣ （2012年）

2010年1月22日、ハイチ地震のチャリティイベント『Hope for Haiti Now』に出演。8月、10代向けのファッションブランド「マテリアル・ガール」を設立。11月29日、自身が設立したフィットネスクラブ・チェーン店「ハード・キャンディ・フィットネス」の第1号店をメキシコの首都メキシコシティにオープンさせた。
2011年12月、インタースコープ・レコードとアルバム3作で4億ドル（約312億円）の契約を結んだことを発表した。
2012年1月15日、自身2作目の映画監督作品『ウォリスとエドワード 英国王冠をかけた恋』の主題歌「マスターピース」が、第69回ゴールデングローブ賞で「主題歌賞」を受賞した。2月3日、新作アルバムからの先行シングル「ギヴ・ミー・オール・ユア・ラヴィン」を発表、全米10位を記録した。
2月5日、第46回スーパーボウルのハーフタイムショーに出演、視聴者数は同番組歴代最多の1億1780万人となった。
3月26日、約4年ぶりとなる12thスタジオ・アルバム『MDNA』を発売。自身通算8作目の全米1位を記録し、スタジオ・アルバムとしては5作連続の首位獲得となった。同時に全英チャートでもソロ・アーティスト最多記録となる通算12作目の1位を記録した。
5月31日から通算9度目のツアー「MDNAツアー」を敢行。全88公演を完売させ、2012年のツアー最高興行収入を記録した。
2013年9月24日、写真家スティーヴン・クラインと共に制作した約17分のショート・フィルム『secretprojectrevolution』をYouTubeで公開した。
2014年2月12日、日本の美容会社MTGと共同プロデュースしたスキンケアブランド「MDNA SKIN」を発表。12月20日、新作アルバムのリリース前に制作中のデモ音源が流出したことを受け、iTunes Storeにてアルバム収録曲のうち6曲の先行ダウンロード販売が開始された。

## 2015年 - 2019年: レベル・ハートからマダムX

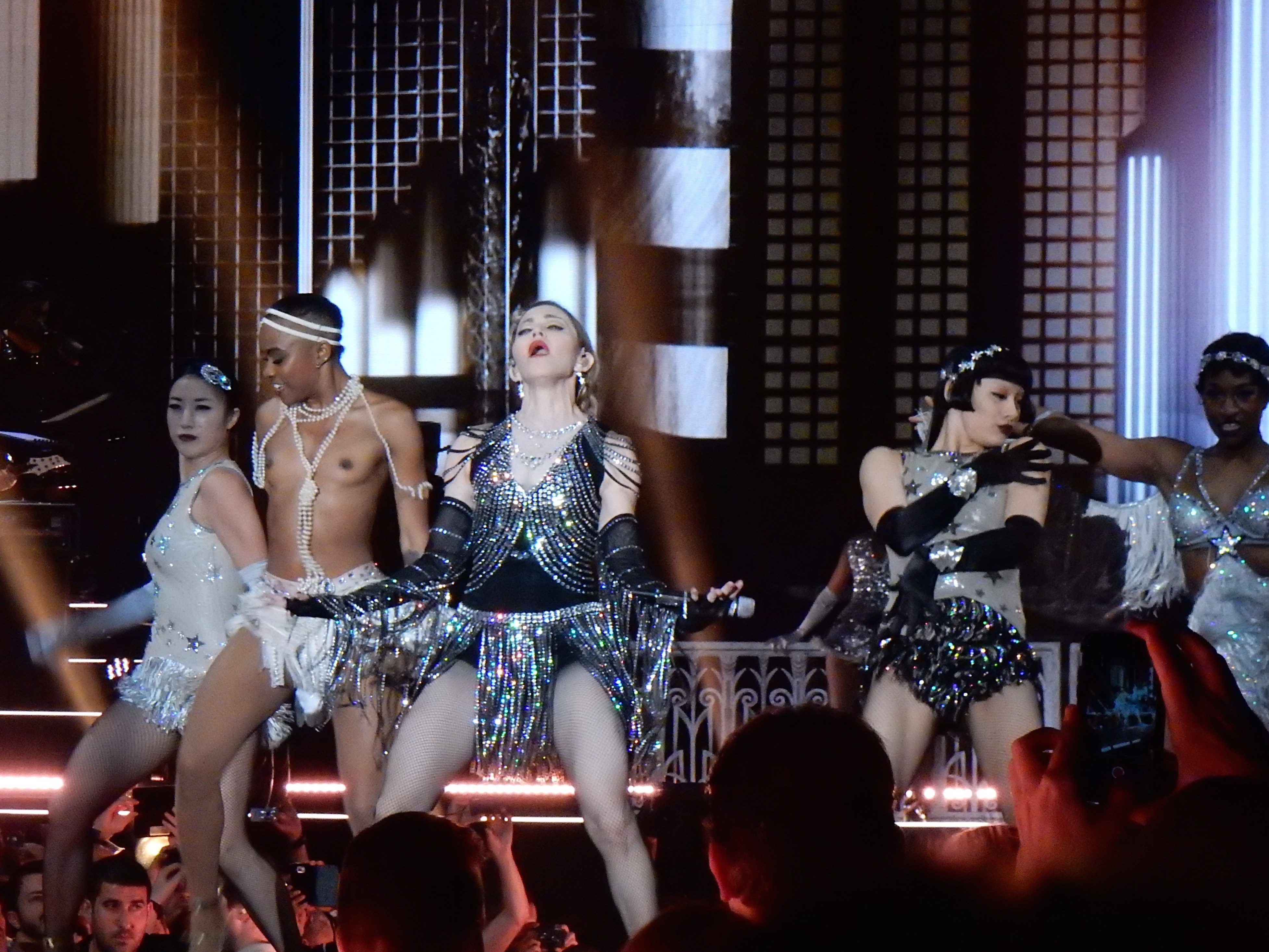
「Rebel Heart Tour」（2015年）

2015年2月25日、ブリット・アワード2015で新作アルバムからの先行シングル「リヴィング・フォー・ラヴ」を披露した際、脱ぎ捨てるはずだった衣装のマントに絡まりステージから転落するハプニングがあったが、パフォーマンスは中断されることなく行われた。
3月10日、13thスタジオ・アルバム『レベル・ハート』を発売。9月9日、通算10度目のツアー「レベル・ハート・ツアー」がカナダのモントリオール公演を皮切りにスタートした。
2016年1月22日、アルバム『レベル・ハート』の来日記念盤が日本限定で発売。2月13日・14日、「レベル・ハート・ツアー」の来日公演をさいたまスーパーアリーナで開催、計2公演で4万人を動員した。2月15日には、東京・銀座三越で開催された「MDNA SKIN」のイベントに登場した。
3月20日にオーストラリアのシドニー公演で千秋楽を迎えた「レベル・ハート・ツアー」は、1億7000万ドル（約192億円）のツアー収益を記録した。これにより1990年の「ブロンド・アンビション・ツアー」以降のツアー収益の総額が、ソロ・アーティスト歴代最高額となる13億1000万ドル（約1480億円）となった。
12月には、ビルボード・ウーマン・イン・ミュージック・アワードで「ウーマン・オブ・ザ・イヤー」を受賞した。
2019年6月14日、14枚目となるスタジオ・アルバム『マダムX』を全世界同時発売。同アルバムからの「アイ・ドント・サーチ・アイ・ファインド」がダンス・クラブ・チャートで50曲目の1位を獲得したことで、ビルボードの単一チャートで50曲以上の首位を記録した初のアーティストとしてギネス世界記録に認定。
同年、GLAADメディア賞で「アドヴォケート・フォー・チェンジ」賞を受賞した。

## 2020年 - 現在: デビュー40周年

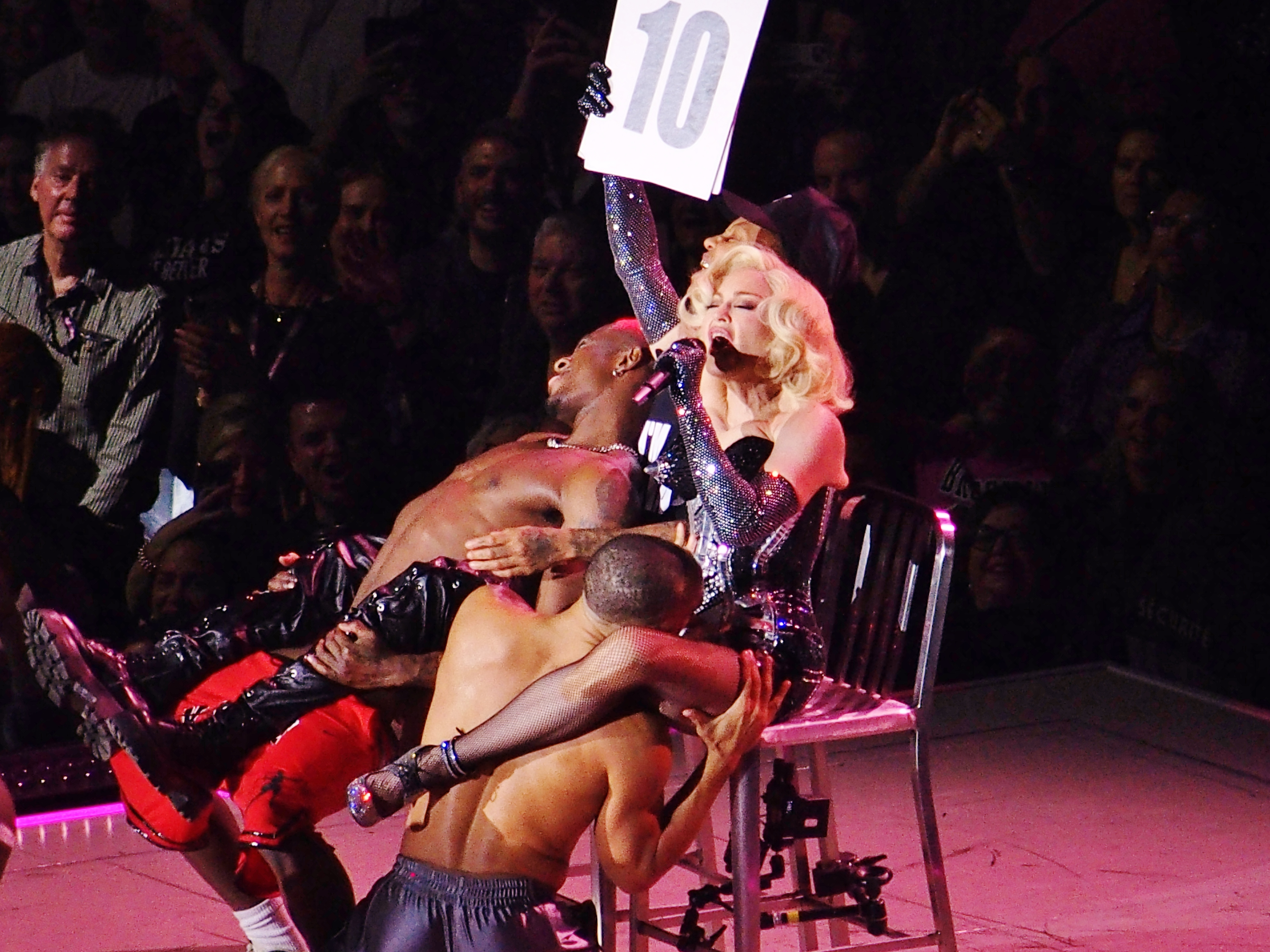
｢The Celebration Tour｣ (2023年)

2021年8月16日、63歳の誕生日に古巣ワーナー・ミュージック・グループと新たなパートナーシップを結んだ事を発表。新たな契約では過去作のデラックス・エディションやマドンナ自身が監修した企画作のリリースなどが予定されている。
2022年8月19日、マドンナ本人が監修したリミックスのコンピレーション・アルバム『ファイナリー・イナフ・ラヴ』を発売。
2023年6月にはザ・ウィークエンド（「ポピュラー」）、サム・スミス（「ヴァルガー」）と立て続けにコラボ作品を発表。
同月24日、デビュー40周年を祝う「The Celebration Tour」の準備の最中に深刻な細菌感染症により意識不明に陥りICUに運ばれたことが同月28日に発表された（30日に退院）。初日を含むツアーの一部日程は延期、新たな日程は8月15日に発表され、カナダのバンクーバーから始まる予定だった初日はイギリスのロンドンからの開始に変更された。
2024年5月、The Celebration Tourの最終公演がブラジルのコパカバーナビーチで開催、この公演は州政府と市庁が390万ドル、それ以外の個人スポンサー達が残りの費用を請け負い、無料公演として開催されたものであり会場には160万人が詰め掛けた。The Celebration Tourはマドンナにとって6度目となる1億ドル超えの収益を記録したツアーとなり、これは女性ソロアーティストとしては唯一の記録。